# Gagetown (Michigan)
Gagetown è un villaggio degli Stati Uniti d'America, situato nello Stato del Michigan, nella contea di Tuscola.